# Берхида
Берхида (мађ. Berhida) град је у западној Мађарској. Берхида је град у оквиру жупаније Веспрем.Налази се на 9,5 километара јужно од Варпалоте. Кишковачи и Перемартон су у њеном саставу од 1926. године и спојени са њом од 1939. године.

## Географија

### Локација
Берхида се налази на североисточној граници висоравни Балатон и северног Мезефелда (пољопривредног земљишта), на јужним крајевима Бакоња, у долини реке Шед, на пола пута између магистралног пута М7 и аутопута 8.
Берхидини суседи: Вилоња са запада, Кингеш и Папкеси са југа, Ечи са истока и Петфирде са севера.

## Историја
Територију насеља већ су насељавали Римљани, то је потврђено ископавањима у 20. веку. (пронађени су остаци римског насеља и гробље).
Према Паласовом лексикону, „мало село у Веспрему вм. Веспрем, са поштом и поштанском штедионицом“ (1891) има 1032 мађарска становника.
Најстарији власник области био је Веспремски каптол, према документима, из 1082. године. Између осталих краљева Арпадског доба Геза II је такође посетио ово место, по предању, изгубио је свој печат од калаја и цинка приликом једне посете овде. Прешу за печате пронашао је један земљорадник 1811. године, а историјски раритет налази се у Мађарском народном музеју.
Недељни вашар у Берхиду се први пут помиње 1436. године, а национални вашар 1461. године, чије је право граду доделио краљ Матија Корвин. Године 1532. одржан је редовни сабор у Берхиди. У средњем веку насеље се сматрало опидумом, трговиштем (пољским градом) од 1395. године.
Од 1993. године редовно се одржава тродневна серија манифестација Берхида дана, чија посећеност понекад прелази 6 до 8.000 људи. У периоду од 1995. до 1996. године, у оквиру Програма еколошке санације Замка и његове околине, насеље постаје комунално, а 1. јула 2004. године добија назив града.
Године 1926. Кишковачи су се спојили са данашњом Берхидом, а затим 1939. Перемартоном.

## Становништво
У време пописа 2011. године, 85% становника се изјаснило као Мађари, 2,3% као Немци, 9,9% као Роми и 0,2% као Румуни (14,9% се није изјаснило). 
Верска дистрибуција је била следећа: римокатолици 42,9%, реформисани 8%, лутерани 0,7%, неденоминациони 20% (26,1% се није изјаснило).